# Auto fährt er gern

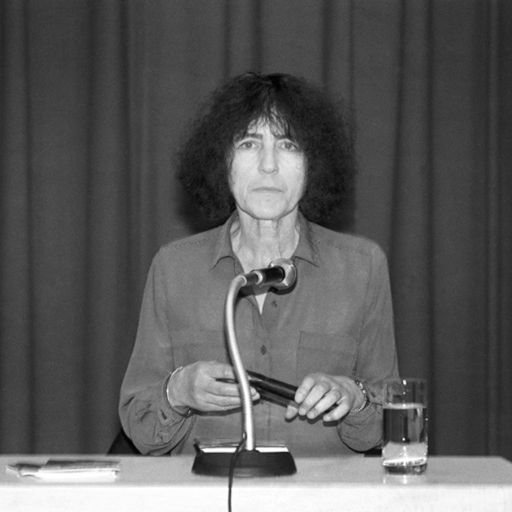
Gabriele Wohmann (1992)

Auto fährt er gern ist eine Erzählung von Gabriele Wohmann, die 1995 in der Sammlung Die Schönste im ganzen Land bei Piper in München erschien.

## Inhalt
Die Erzählerin steht mit dem Germanistikprofessor tapfer eine Podiumsdiskussion durch.
Der Professorensohn, von der Erzählerin als unhöflich, ungeschlacht und unzugänglich beschrieben, wartet derweil geduldig im Restaurant. Gewöhnlich kutschiert der Junge seinen alternden Vater im Mercedes, wenn es sein muss, zur nächsten Verabredung. So richtig würdigen vermag der Gelehrte den Chauffeursdienst bei aller Liebe nicht. Mehr noch, der gestandene Akademiker ist mit der nachwachsenden Generation unzufrieden. Das fängt mit seinen beiden Söhnen an und gilt darüber hinaus sowohl für die Studenten als auch für die Assistenten. Obwohl er mit diesen allen gut auskommt, kann er eigentlich keinen Einzigen der Jüngeren verstehen.
Die Erzählerin hechelt mit dem Professor ausgiebig das Thema Exildichtung am Exempel Heine durch. Der jugendliche Chauffeur sitzt daneben und mault auf einmal leise über fehlenden Zucker im Eiskaffee. Der Professor springt sofort auf und eilt nach der Zuckerdose. Sein Sohn folgt ihm auf dem Fuße. Der Erzählerin ist es so, als ob der junge Mann einem Dialog mit ihr – und sei es nur der kleinste – unbedingt aus dem Wege gehen möchte. Die Erzählerin hat noch kein Wort der restlichen leisen Bemerkungen des Jungen so richtig verstanden. Weil sie sich nicht gemeinsam mit dem Professor alt fühlen möchte, stellt sie sich schließlich auf die Seite des Jungen. Vergeblich. Der jugendliche Mercedesfahrer schweigt zumeist.
Zum Abschied dann wechselt die Erzählerin ein paar verbindliche Worte mit dem Jungen. Im Verlaufe des doch noch in Gang kommenden Dialogs erhält sie immerhin drei Antworten:
„Schon gut.“
„Ich fahr ihn gern.“
Und die dritte Entgegnung ist wiederum zu leise.

### Erstauflage
Verwendete Ausgabe
- Auto fährt er gern in: Gabriele Wohmann: Die Schönste im ganzen Land. Frauengeschichten. 348 Seiten. Piper, München 1995. ISBN 3-492-03815-8 (enthält noch: Das unbekannte Gesicht. Das Pilotenprojekt. Leichen im Keller. Die Frau vom Gleis 4. Frau Milan hat zwei Verabredungen. Die letzte Ruebli-Torte. Der Umweltgedanke. Auf die Entführer! Hoffentlich haben sie gutes Wetter. Wenn Toby pfeipft. Ein Tierversuch. Isoldes Passion. Treue. Sie verlangen zu viel. Papageien sprechen nur aus Kummer. Menschenscheu. Was ist schon ideal? Die Weltbank macht Fehler. Kurz ist besser. Hafen, Abschied, die 4. Das Leben ist kurz. Die Macht des Schicksals. Schnipp schnapp. Carlotta kann den Mund nicht halten. Nun fanden wir sie alle nett. Kurz wie alles. Hol mich ab. Fieber heilt. Noch ein bißchen Sauce, Liebster? Ausgegrenzt. Wie es nicht war. Glanz und Gloria. Ihr Kaffee war erstklassig. Nennen wir es doch Parkhotel. Gleich und gleich gesellt sich gern. Buffet Vitesse. Anders können sie nicht sein. Kein Stoff für Unbegabte. Genieße sie doch. Wußtest du, daß Schlangen taub sind? Frauen unter sich. Klassische Zutaten. Es geht auch anders. Warnschuß. Von Frau zu Frau. Stellen Sie sich vor, eine schöne Frau, die aber denkt! Cheerio, du Süße! Religion)